# Kelliidae
Kelliidae zijn een familie van tweekleppigen uit de superorde Imparidentia.